# Top Gear: Polar Special
Top Gear: Polar Special est un épisode de l'émission Top Gear, diffusé pour la première fois le 25 juillet 2007 sur la chaîne BBC Two. Le but de cette aventure est d'être les premiers à atteindre la position de 1996 du pôle Nord magnétique avec un véhicule automobile. 
Le projet est coordonné avec le constructeur automobile Toyota et l'équipe de Top Gear, avec l'aide de la compagnie spécialisée Arctic Trucks, basée en Islande. Le véhicule modifié est un Toyota Hilux diesel. Toyota a fait la promotion de cet évènement sous l'appellation Hilux Arctic Challenge.

## Résumé
L'épisode est une course au pôle nord magnétique. Jeremy Clarkson et James May font équipe ensemble à bord du pick-up, et Richard Hammond utilise un traineau à chiens. 

### Préparation
Le travail sur les véhicules commence en décembre 2006, à Resolute, qui était le point de départ de l'expédition. Il a fallu plus de 240 heures de travail pour préparer les deux véhicules. Les essais de vérification ont débuté en février 2007, et d'autres modifications ont dû être faites sur les véhicules — la suspension a été changée et les pneus d'origine de 29 pouces ont été remplacés par des pneus de 38 pouces. Les essais ont continué jusqu'en avril 2007, avec l'emphase mise sur les démarrages par temps très froid, afin de s'assurer que les véhicules pourraient démarrer dans n'importe quelle condition. Le 20 avril 2007, les animateurs de Top Gear sont arrivés et ils ont commencé leur entraînement de résistance aux froids intenses. Cet entraînement intensif a nécessité une mini expédition de deux nuits de bivouac sur la banquise, où ils ont appris à monter une tente, construire une piste d'atterrissage de fortune, utiliser un traineau, et enfin comment réagir face aux ours polaires. À la fin de l'entraînement, Jeremy Clarkson a été poussé à l'eau par leur entraineur, un ancien SAS.

### Expédition
Le départ est donné à 13 h le 25 avril 2007 à Resolute. La destination de cette première journée est l'île de Bathurst, une île inhabitée où ils devaient monter leur bivouac. En laissant l'île de Bathurst, l'équipage n'aurait plus que leur GPS pour poursuivre leur itinéraire.
Les trois premiers jours ont été plutôt faciles. La glace était lisse et leur vitesse de croisière plus que respectable. Les choses ont changé à partir du 28 avril cependant, car le terrain est devenu plus accidenté, agrémenté de neige profonde et de crevasses de glace particulièrement difficiles à apercevoir dans ce désert blanc. La traction des pneus était beaucoup diminuée, et le risque de devoir changer un pneu prenait une tout autre dimension. Rendu à ce point, l'équipage se servait des deux autres véhicules en éclaireurs pour ouvrir la voie et ainsi trouver la meilleure route, ouvrir des passages à travers des congères. Plus ils allaient au nord, pire était la banquise. Ils ont eu aussi à traverser un champ de glaces minces, ce qui aurait pu avoir des conséquences graves. 
Le matin du 2 mai, le GPS a confirmé que l'équipage avait atteint la position de 1996 du pôle nord magnétique, à 78° 35,7′ N, 104° 11,9′ O (ou au moins à 78° 35′ 07″ N, 104° 11′ 09″ O, la lecture du GPS de l'équipage qu'on a pu voir à l'écran, ce qui est à 1,13 km SSE de l'arrivée). Cet exploit a fait d'eux les premiers hommes à atteindre le pôle nord magnétique en voiture. Les animateurs ont par la suite été évacués par avion, pendant que le reste de l'équipe ramenait les véhicules vers la station météo abandonnée d'Isachsen, où ils ont inspecté et réparé les véhicules pour s'assurer qu'ils étaient aptes à retourner à Resolute.
Richard Hammond n'a pas pu se rendre au pôle avec son traîneau.

## Véhicules
Les véhicules utilisés dans cette course sont deux 4x4 pick-up Toyota Hilux double cab 3,0 litres diesel 2006 et un Toyota Land Cruiser 120. Une remorque chaussée de pneumatiques de 38 pouces a été utilisée pour le transport de l'équipement et du carburant. Un Hilux a été utilisé par les animateurs et a été équipé de caméras et d'équipement d'enregistrement, et les deux autres ont été utilisés par l'équipe de tournage, deux mécaniciens et un expert de la région polaire. Tous les véhicules ont subi les mêmes modifications pour les rendre apte à supporter le rude climat arctique.
- Les roues et pneus d'origine ont été remplacés par des roues fabriquées spécialement par Arctic Trucks, et chaussées de pneus à neige cloutés spéciaux de 38 pouces. Les pneus sont conçus pour rouler à des pressions aussi basses que 0,2 bar pour permettre de mieux « flotter » sur la neige. Le nom commercial de ces pneus est Arctic Trucks AT405.
- Les passages de roues ont été rehaussés et élargis pour permettre le passage des nouveaux pneus.
- Le moteur d'origine de 3,0 litres D-4D a subi des modifications pour lui permettre d'affronter les conditions extrêmes et les basses températures du Grand Nord. Des dispositifs de réchauffage ont été rajoutées afin d'augmenter la température du carburant et du système de refroidissement, la batterie a cédé sa place à une grosse batterie à travail intense (heavy-duty) et enfin l'admission d'air a été modifiée.
- Un réservoir auxiliaire de 90 litres a été ajouté.
- Le ratio de la boite de vitesses a été baissé à 1/4,88.
- Deux treuils qui peuvent être montés à l'avant ou à l'arrière des véhicules ont été transportés, au cas où l'un des véhicules reste pris dans la neige[3].

Le Hilux a été choisi parce qu'au fil des ans, il a prouvé qu'il était un véhicule fiable et étonnamment durable. L'équipe de Top Gear en a fait un exemple en le choisissant souvent dans leurs nombreux défis. Ils en ont utilisé un qu'ils ont jeté à la mer, passé au feu, et finalement ils l'ont mis sur le toit d'un immeuble qui allait être démoli. Après toutes ces souffrances, la camionnette était encore conduisible. Le Hilux devenait donc un choix incontournable pour ce test d'endurance hors du commun.

## Sources

## Compléments

### Lectures approfondies
- James May, « James May: Slow down while I cut the lemon », The Daily Telegraph, Telegraph Group Ltd.,‎ 12 juillet 2008 (lire en ligne, consulté le 14 juillet 2008)